# Bogdan Norčič
Bogdan Norčič, född 19 september 1953 (FIS anger födelsesåret till 1950) i Kranj (i dåvarande Jugoslavien), död 6 april 2004 i Agergas i Cerklje na Gorenjskem i Slovenien, var en slovensk backhoppare som tävlade för Jugoslavien och backhoppstränare. Han representerade SK Triglav Kranj.

## Karriär
Bogdan Norčič debuterade i tysk-österrikiska backhopparveckan i Schattenbergbacken i Oberstdorf 29 december 1971, där han slutade på en 45:e plats. Han slutade som bäst på en tolfte plats sammanlagt i backhopparveckan säsongen 1979/1980. Säsongen 1978/1979 blev han nummer 15 totalt i backhopparveckan. Bästa placeringen i en deltävling i backhopparveckan kom i stora Olympiabacken i Garmisch-Partenkirchen i Västtyskland 2 januari 1979 då han blev tvåa efter Josef Samek från Tjeckoslovakien.
Världscupen i backhoppning startade säsongen 1979/1980. Första säsongen i världscupen blev Norčič nummer 20 sammanlagt. Det blev hans bästa resultat i den totala världscupen. Som bäst i en deltävling i världscupen blev han två i Sapporo i Japan 12 januari 1980. Han blev tvåa efter hemmahopparen Hirokazu Yagi.
Norčič deltog i Skid-VM 1974 i Falun i Sverige och i VM 1978 i Lahtis i Finland. Som bäst blev han nummer 14 i stora backen i Lahtis 1978. Bogdan Norčič tävlade också i olympiska vinterspelen 1976 i Innsbruck i Österrike. Där slutade han på en delad 38:e plats i normalbacken och en 28:e plats i stora backen. Under olympiska spelen 1980 i Lake Placid i USA blev han nummer 48 i normalbacken och nummer 38 i stora backen.
Bogdan Norčič deltog i VM i skudflygning 6 gånger, på hemmaplan i skidflygningsbacken i Letalnica i Planica 1972, i Heini Klopfer-backen i Oberstdorf 1973, i Kulm i Bad Mitterndorf i Österrike 1975, i Vikersund i Norge 1977, i Planica 1979 och slutligen i Oberstdorf 1981. Som bäst blev han nummer 17 i Vikersund 1977. Som provhoppare i Planica 1977 hoppade Bogdan Norčič 181 meter, fem meter över gällande världsrekord. Hoppet räknas dock inte som officiell världsrekord.
Bogdan Norčič avslutade backhoppskarriären 1981.

## Övrigt
Efter avslutad aktiv backhoppningskarriär var Bogdan Norčič verksam som backhoppstränare. Han är far till backhopparen Bine Norčič som tävlade i världscupen från 1998 till 2000. Efter lång tids sjukdom avled Bogdan Norčič 2004.